# ローゼル
ローゼル （英: Roselle、学名: Hibiscus sabdariffa）は、アオイ科フヨウ属の植物。一年生または多年生の亜灌木（亜低木）。和名はローゼルソウ。別名ロゼリ草、ローゼリ草、レモネードブッシュなどともよばれる。風味が似ている事から「フレンチ・ソレル」などスイバに類似した呼び方をされることもある。 

## 分布
西アフリカ原産という説や、インドからマレーシアにかけた地域が原産という説など諸説がある。奴隷貿易が盛んになった17世紀に、オクラとともに西インド諸島や中南米で栽培が行われるようになり、世界各地の熱帯地方に分布している。

## 特徴
高さ2 - 3メートル (m) に育つ低木。茎は滑らかな表皮をもち、赤紫色である。花はクリーム色で葉腋に単生し、短日植物で、9 - 11月ごろに開花する。萼と苞は肥厚して赤く熟す。花弁の基部は暗赤色。葉は楕円形または3深裂し、互生する。

## 利用
萼と苞の肥大した部分は、酸味があって生食できる。その他にジャム、ゼリー、酒、ハーブティー、清涼飲料など様々なことに利用される。また、葉は野菜として、茎からは繊維として利用される。ミャンマーでは「チンバウン」とよばれ、葉を炒め物やスープにする。ビタミンCやクエン酸を含んでいる。

### ハイビスカス・ティー

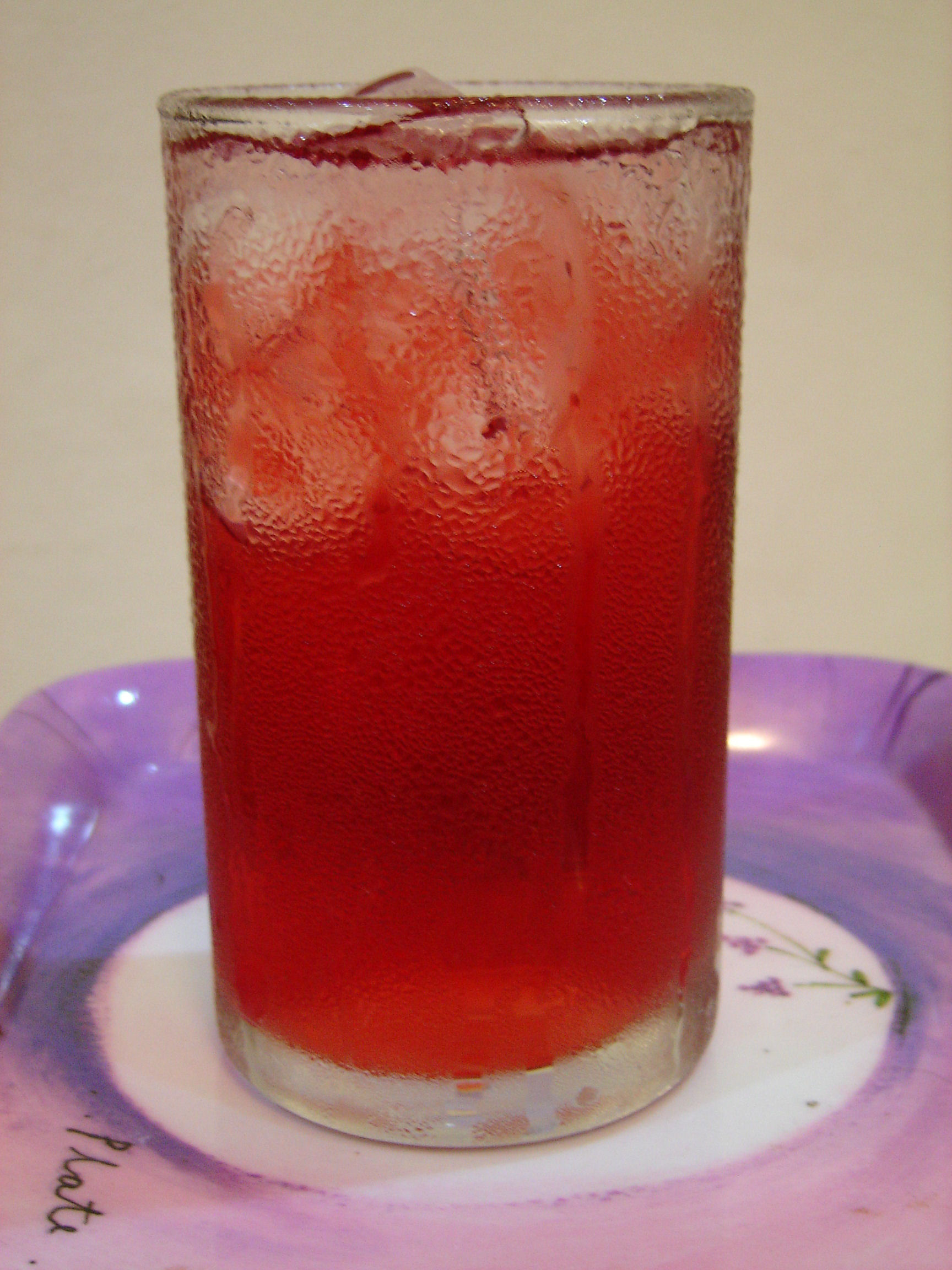
ハイビスカス・ティー

ローゼルは、 花や果実（正確には肥大した萼と苞)をハーブティー、「ハイビスカス・ティー」に利用する。
ハイビスカス・ティーは赤く、クエン酸などの植物酸が豊富で酸味がある。さわやかな嗜好飲料として、ビタミンCやペクチンなどが豊富なため風邪や咽頭痛の薬としても使用されている。また、利尿作用や穏やかな下剤としての作用などからダイエット効果を謳った使用法や商品もある。
エジプトではカルカデ（كركديه, Karkadē(h), カルカデー）、メキシコでは冷やしたものをアグア・デ・ハマイカ（Agua de Jamaica）と呼ぶ。西アフリカの国々では、濃く煮出して砂糖を入れ、ビニール袋に詰めて凍らせたハイビスカスティーが売られており、セネガル、ブルキナファソ、コートジボワールなどではビサップ（Bissap）、ガーナやナイジェリアではソボロ（Sobolo）とよばれる。
他のハーブとブレンドされることも多く、特にローズヒップとのブレンドは互いの成分による相乗効果が期待される。

### その他
ブラジルの日系人社会ではローゼルの塩漬けが「花梅」と呼ばれ、作り方は梅干しとほぼ同じである。
「洛神花」という生薬としても利用されている。

## ギャラリー

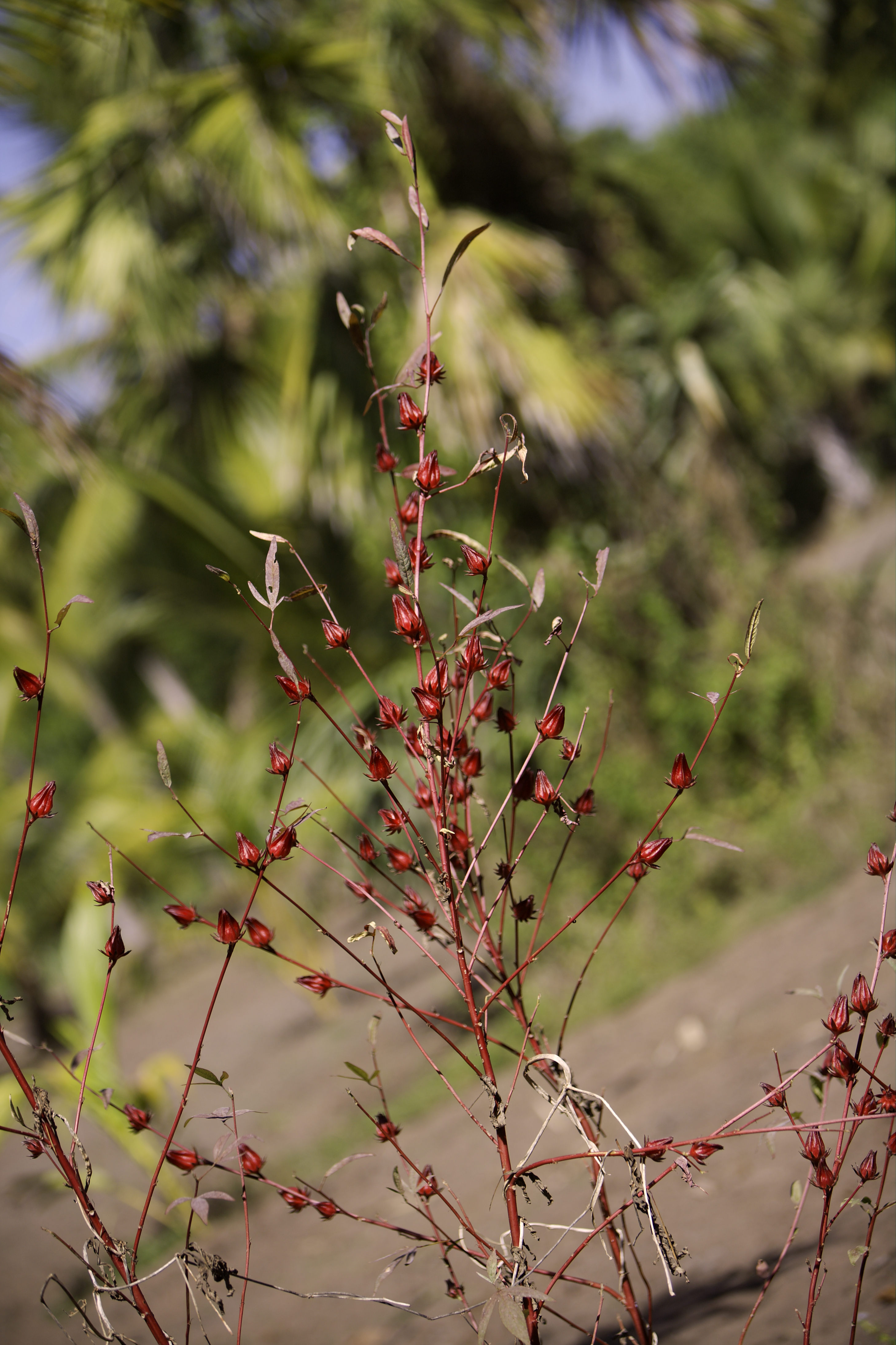
蕾
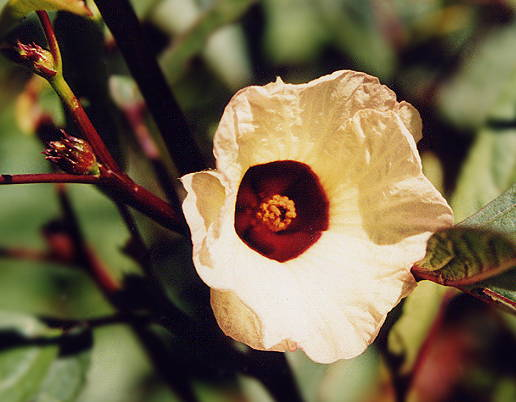
花
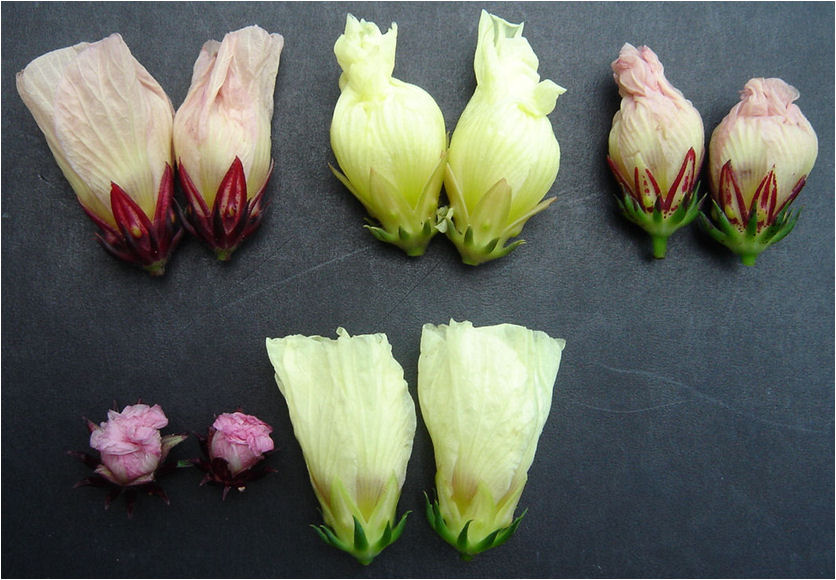
花
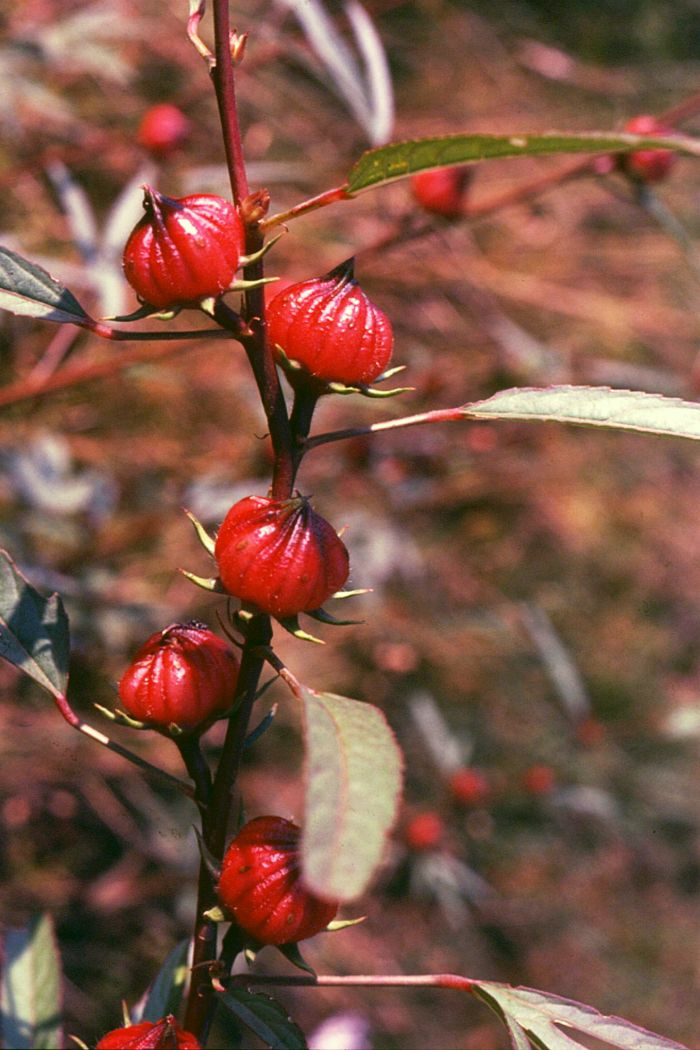
萼と苞
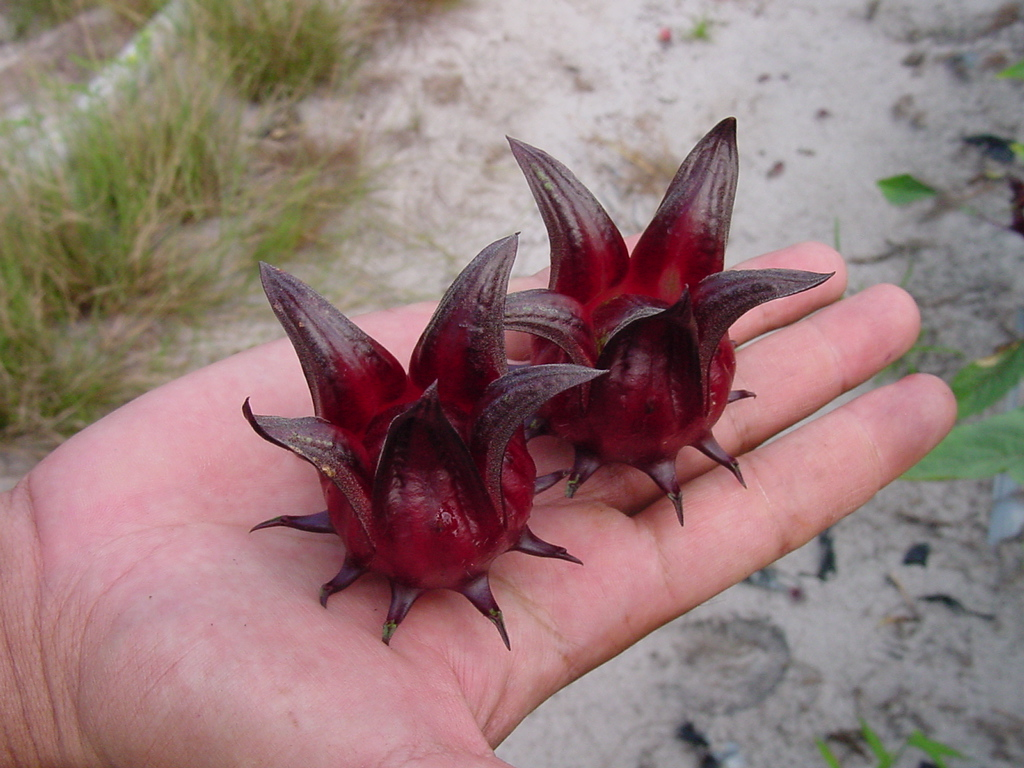
肥厚した萼と苞
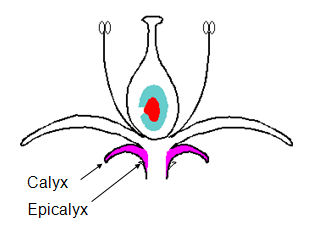
肥厚した部分の位置
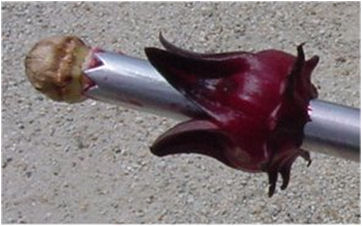
子房の除去器具
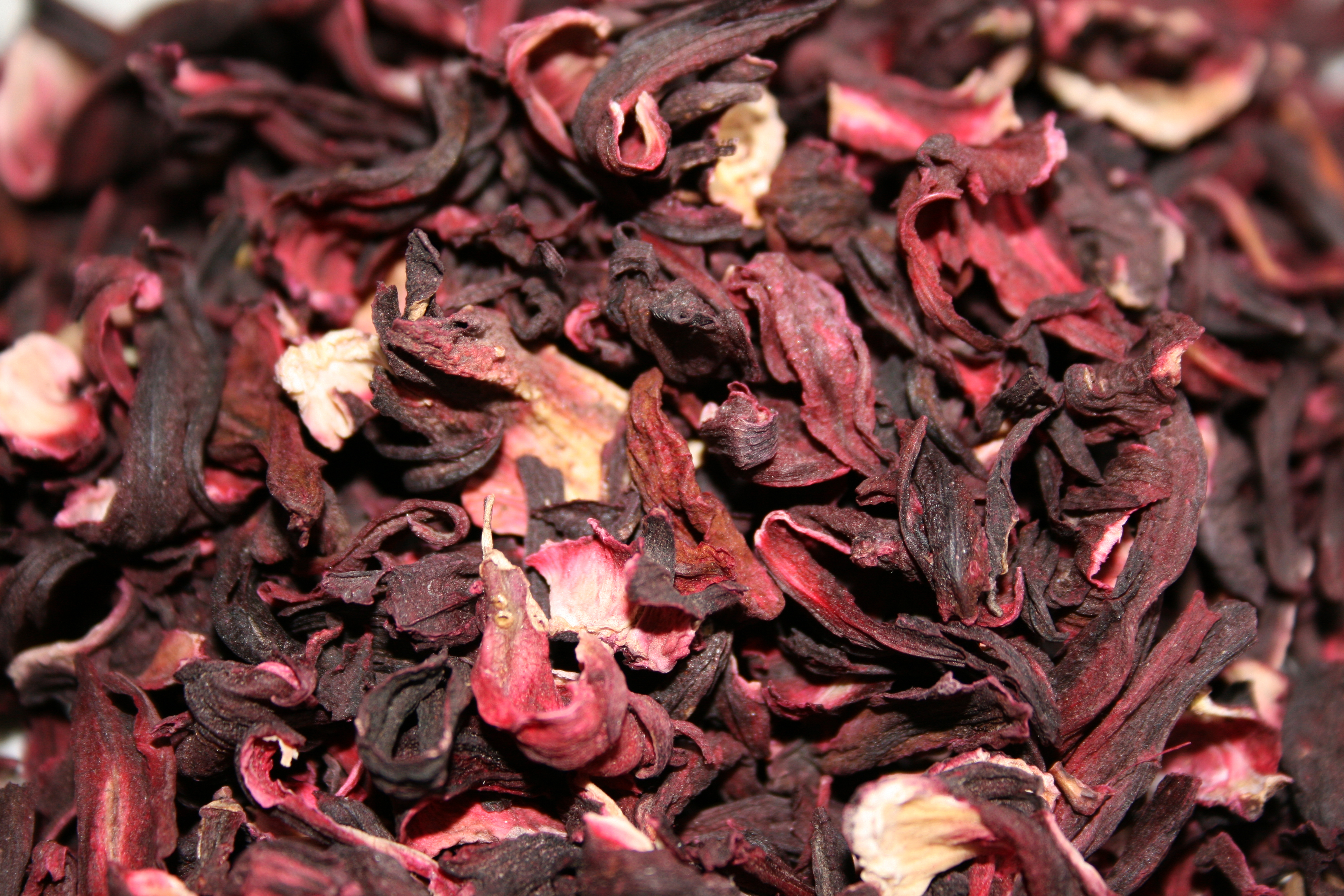
乾燥した萼と苞
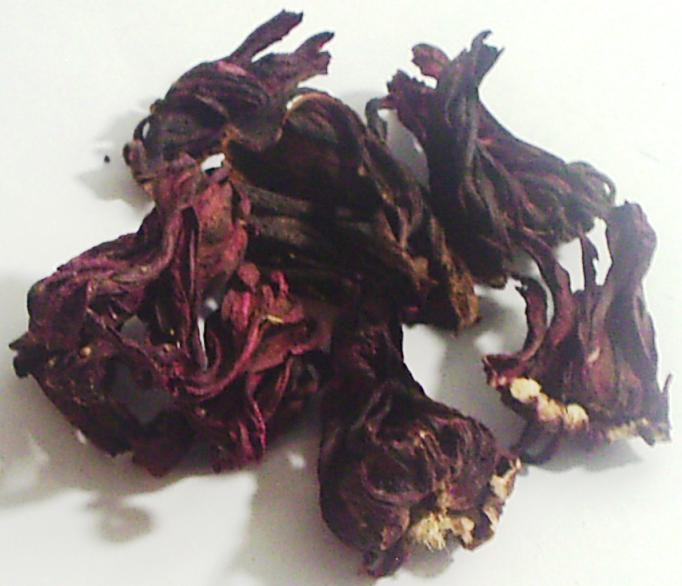
ハイビスカス・ティー
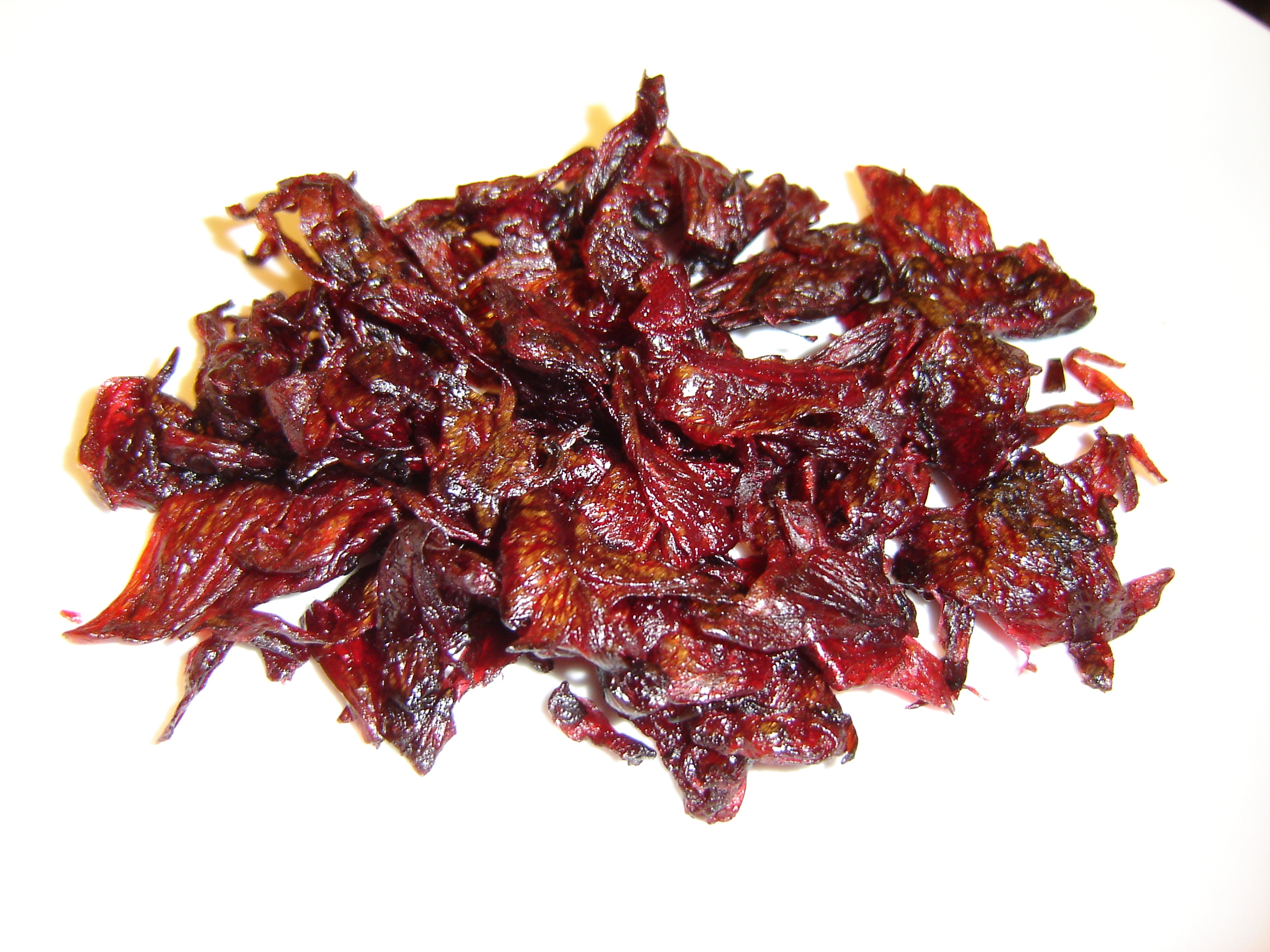
萼と苞の甘味漬け
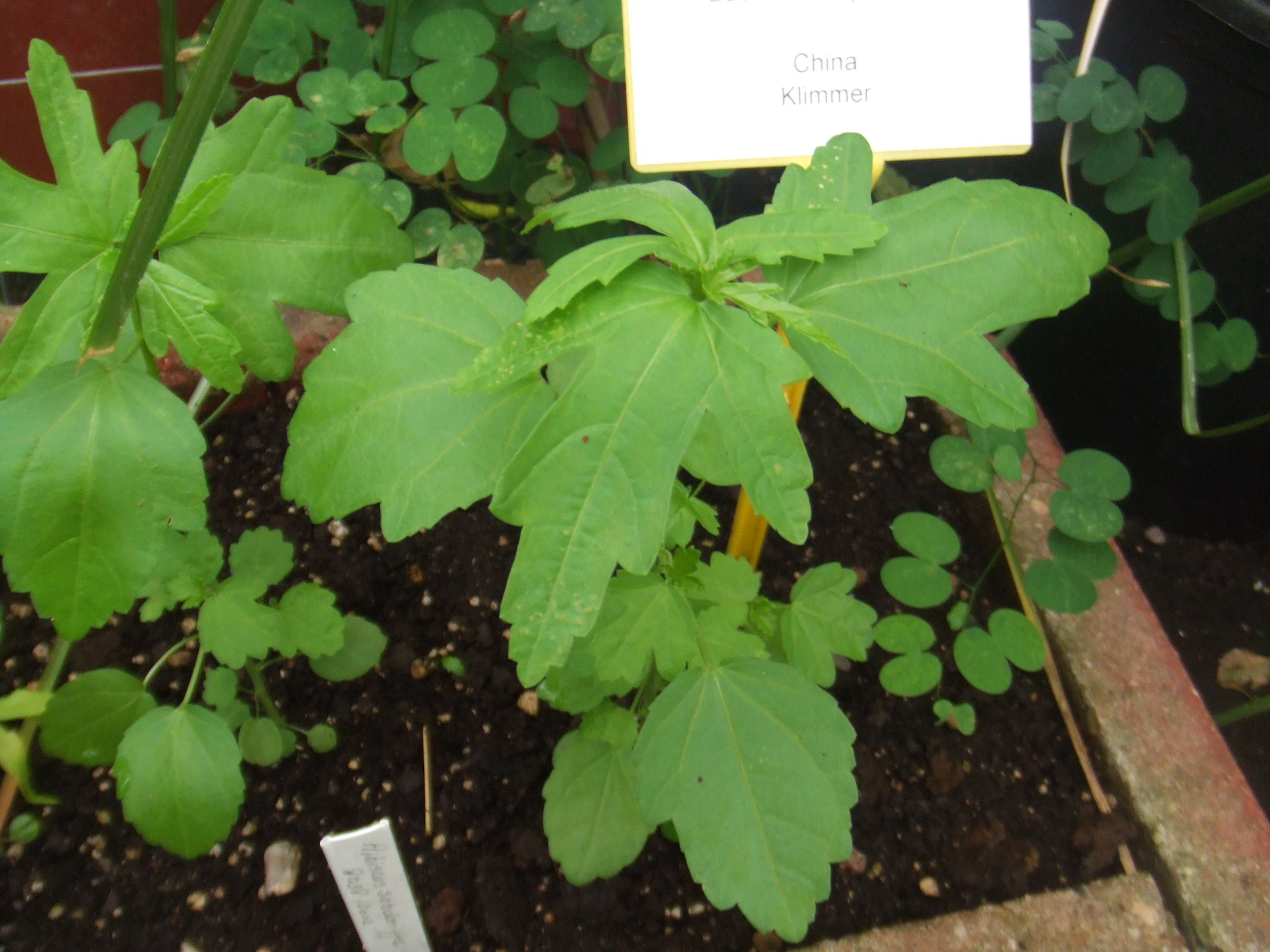
葉(幼苗)
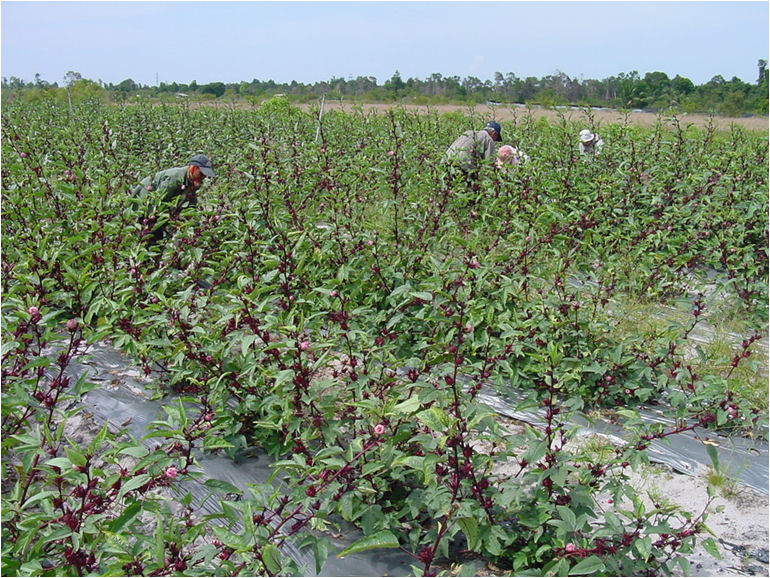
栽培している畑